# Strada statale 207 Nettunense
L'ex strada statale 207 Nettunense (SS 207), ora strada regionale 207 Nettunense (SR 207), è una strada regionale italiana che collega la zona dei Castelli Romani con la costa tirrenica del basso Agro Romano.
Ha inizio a Frattocchie, frazione di Marino, ove si diparte dalla strada statale 7 Via Appia, e termina ad Anzio dopo 36,600 km. Nel suo percorso tocca i territori comunali di Marino, Castel Gandolfo, Ariccia, Albano Laziale, Lanuvio, Aprilia ed Anzio.

## Percorso
Il percorso da Frattocchie ad Aprilia è vario e curvilineo, mentre da Aprilia ad Anzio è praticamente rettilineo con alla destra la tratta finale della ferrovia Roma–Nettuno. Ha termine nel comune di Anzio nei pressi dell'antico ospedale militare.

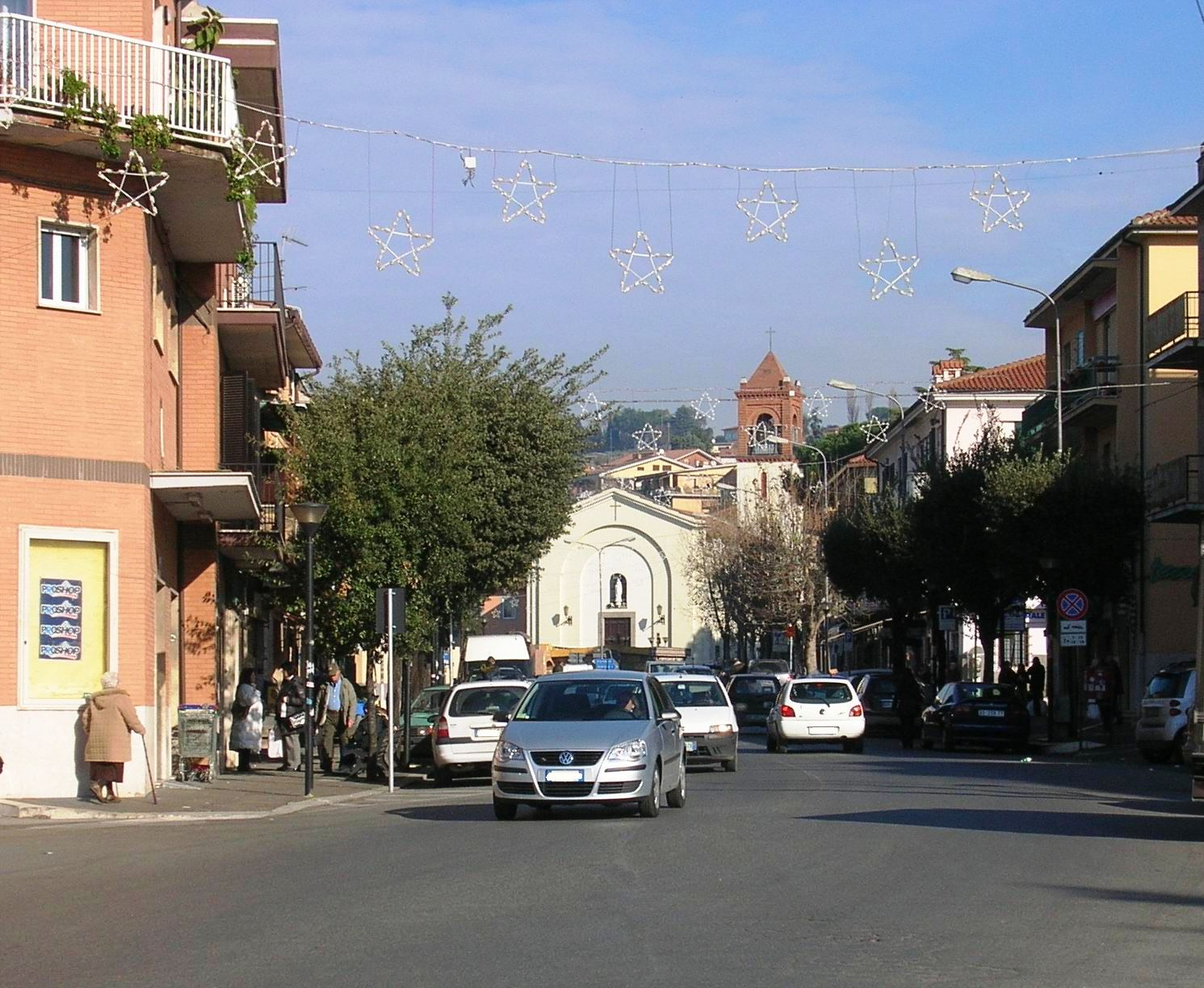
La ex SS 207 al km 9,500 mentre percorre il centro di Cecchina.

All'inizio del suo percorso la strada è affiancata in direzione sud da un tratto della Nettunense vecchia. Su di essa si affacciano isolati di edifici bassi che fanno parte della frazione di Frattocchie, nel comune di Marino. La Nettunense risulta molto trafficata, soprattutto in direzione di Anzio, a partire da laghetto di Castel Gandolfo fino all'incrocio con via del Mare-via Colonnelle presso Pavona. Da questo incrocio è possibile risalire verso Albano o scendere direttamente verso Pomezia e Torvaianica incrociando l'Ardeatina, la Laurentina e la strada statale 148 Pontina. Proseguendo al km 9 attraversa la località di Cecchina fino a giungere a un altro importante incrocio, quello con via Campoleone Scalo, nell'omonima località, attraverso il quale è possibile raggiungere l'importante stazione apriliana di Campoleone, salire a Lanuvio tramite la via Laviniense o arrivare a Cisterna attraverso la via Cisternense.
In località Fontana di Papa (o dei Papi) di Ariccia sorge il moderno Ospedale dei Castelli che oltre a servire i comuni dell'area castellana offre le sue prestazioni anche alle cittadine di Pomezia, Ardea e Aprilia sprovviste fino ad oggi di un nosocomio pubblico.
Ad Aprilia la Nettunense incrocia la strada statale 148 Pontina con uno svincolo che permette anche di raggiungere il vicino centro commerciale "Aprilia 2".
In zona Falasche ad Anzio la Nettunense costeggia il Beach Head War Cemetery, cimitero monumentale dei caduti del Commonwealth durante lo sbarco di Anzio del 1944. Al km 35 si può vedere la basilica di Santa Teresa, costruita in stile romanico, comprensiva di un alto campanile, nel 1926.
La strada termina ad Anzio da dove, sulla destra, si diparte la SP601 litoranea che conduce ad Ostia mentre invece sulla sinistra, senza soluzione di continuità, si giunge in breve tempo a Nettuno che ha dato il nome all'arteria.
In seguito al decreto legislativo n. 112 del 1998, dal 1º febbraio 2002 la gestione è passata dall'ANAS alla Regione Lazio che ha ulteriormente devoluto le competenze alla provincia di Roma e alla provincia di Latina per le tratte territorialmente competenti; dal 5 marzo 2007 la società ASTRAL ha acquisito la titolarità di concessionario dell'intera tratta.